# پارک ملی زامین
پارک ملی زامین (به ازبکی: Zaamin National Park) یک پارک ملی در ازبکستان است که در ولایت جیزک واقع شده‌است.